# Giorgio A. Tsoukalos
Giorgio A. Tsoukalos (español: ['su.ka.los]; Griego: Γεώργιος Α. Τσούκαλος, Lucerna, Suiza, 14 de marzo de 1978) es un ufólogo, productor y presentador de televisión suizo de origen griego, especializado en la pseudocientífica teoría de los antiguos astronautas.

## Biografía

### Formación
Giorgio asistió al Instituto Montana de Suiza desde 1985 a 1994 y luego al Ithaca College, de Ithaca (Nueva York), en el período de 1994 a 1998 y luego de 1998 hasta 2001 donde se graduó en el año 1998 con un grado en información deportiva y comunicación.

### Fisicoculturismo
Antes de su trayectoria relacionada con el terreno ufológico, Tsoukalos ha sido activista y promotor del deporte y fisicoculturismo.
Se inició en la Federación Amateur de Suiza en 1991 y poco tiempo después, ofició como organizador y traductor oficial de la Federación Internacional de Fisicoculturismo durante diez años, desde 1994 a 2004. Ha sido propietario y promotor de Pro Bodybuilding Productions durante seis años desde 1999 hasta 2005.

### Pseudociencia
Tsoukalos es el editor de la revista Legendary Times, una publicación que pretende buscar pruebas para apoyar la hipótesis de los antiguos astronautas y otros temas pseudocientíficos relacionados. 
Ha sido el director del Centro para la Investigación de los antiguos Astronautas (creado por Erich von Däniken) durante más de catorce años, y ha aparecido en Travel Channel, The History Channel, canal Syfy y en el National Geographic, así como Coast to Coast AM. Es consultor de producción de la serie televisiva del Canal de Historia (The History Channel); Alienígenas Ancestrales.
Durante 2014 y parte de 2015 participó en el programa de History Channel Búsqueda alienígena.

## Fenómeno de internet
Tsoukalos ha adquirido cierta notoriedad en la red al volverse un "meme" o fenómeno de internet, especialmente por una de sus fotografías en la que aparece hablando de forma excéntrica durante un episodio de la primera temporada de Alienígenas ancestrales y, defendiendo la teoría de los antiguos astronautas, sumado también a su extraño peinado. Dicho "meme" ha sido muy utilizado en las redes para brindar humor acerca de situaciones ordinarias y repentinas en donde, se ha considerado, tendrían que ver con los alienígenas.

## Filmografía
- The Mo'Nique Show (Serie de TV) (2011)

Episodio del 21 de julio... Él mismo.
- Alienígenas ancestrales (Serie de TV) (2009-actualidad)
  - Episodio Alien Contacts (2010)... Él mismo, y como editor de la Revista Tiempos Legendarios.
  - Episodio Closer Encounters (2010)... Él mismo.
  - Episodio piloto: Ancient Aliens: Carros, Dioses & Beyond (2009)... Él mismo.

- Is It Real? (Serie de TV) (2006)

Episodio Ancient Astronauts... Él mismo, y Director de Investigación de LegendaryTimes.com.
- Is There a Stargate? (Cortometraje documental) (2003). Él mismo.